# Williams FW20
O FW 20 foi o modelo usado pela Williams na temporada de 1998 da Fórmula 1. Os seus condutores foram o canadense Jacques Villeneuve e o alemão Heinz-Harald Frentzen.
Este carro tinha patrocinio da Winfield e por isso levava consigo não mais o azul e branco, mas vermelho como cor predominante, bem como seu sucessor, o FW21 de 1999.
Seu lançamento aconteceu num autódromo durante o Inverno, no interior da Inglaterra, Contando com uma enorme equipe de fotógrafos e paparazzis, neste dia Jacques Villeneuve foi para a pista com o Carro, sendo neste dia Guiado pela primeira vez, Atualmente o carro se encontra no Show room da Williams na Inglaterra.

## Resultados[1]
(legenda)
| Ano  | Chassi | Motor                  | Pneus | N° | Pilotos               | 1   | 2   | 3   | 4   | 5   | 6   | 7   | 8   | 9   | 10  | 11  | 12  | 13  | 14  | 15  | 16  | Pontos | Posição |  |
| ---- | ------ | ---------------------- | ----- | -- | --------------------- | --- | --- | --- | --- | --- | --- | --- | --- | --- | --- | --- | --- | --- | --- | --- | --- | ------ | ------- |  |
|      |        |                        |       |    |                       |     |     |     |     |     |     |     |     |     |     |     |     |     |     |     |     |        |         |  |
|      |        |                        |       |    |                       | AUS | BRA | ARG | SMR | ESP | MON | CAN | FRA | GBR | AUT | GER | HUN | BEL | ITA | LUX | JAP |        |         |  |
| 1998 | FW20   | Mecachrome GC37-01 V10 | G     | 1  | Jacques Villeneuve    | 5   | 7   | Ret | 4   | 6   | 5   | 10  | 4   | 7   | 6   | 3   | 3   | Ret | Ret | 8   | 6   | 38     | 3º      |  |
| 1998 | FW20   | Mecachrome GC37-01 V10 | G     | 2  | Heinz-Harald Frentzen | 3   | 5   | 9   | 5   | 8   | Ret | Ret | 15† | Ret | Ret | 9   | 5   | 4   | 7   | 5   | 5   | 38     | 3º      |  |

† Completou mais de 90% da distância da corrida.